# انم (جبلة)

تعديل مصدري - تعديل

انم هي إحدى قرى عزلة وراف بمديرية جبلة التابعة لمحافظة إب، بلغ تعداد سكانها 161 نسمة حسب تعداد اليمن لعام 2004.